# Atypisk myopati
Atypisk myopati är en muskelsjukdom som kan drabba hästar på bete och som har en snabb dödlig utgång.
Hästarna får svårt att röra sig och de får snabbt allvarliga symptom med muskelsmärta, skakningar och mörk, kaffefärgad urin. Hästarna blir liggande på sidan och får svårt att andas. Dödligheten är mycket hög. Utbrott av atypisk myopati har rapporterats från ett tjugotal länder sedan 1980-talet. Över 400 fall registrerades i Europa 2013. Hästar som går på bete drabbas oftast under hösten, men även på våren.
Aktuell forskning visar en stark koppling mellan sjuka hästar och förekomst av vissa typer av lönn vid hagen, tysklönn (Acer pseudoplatanus) i Europa och asklönn (Acer negundo) i Nordamerika. Teorin är att hästarna får i sig toxin via något de äter i hagen. Ett giftigt ämne har hittats i bland annat lönnarnas ”näsor”, och nedbrytningsprodukter av ämnet har påvisats hos insjuknade hästar i studier. Förgiftningen orsakar akut muskelsönderfall.